# Bystry Potok (Olsa)
Die Bystry Potok (deutsch: Schneller Bach) ist ein Zufluss der Olsa, die zum Flusssystem der Oder gehört. Der Fluss entspringt an den südwestlichen Hängen der Schlesischen Beskiden unweit der Gipfel Kiczory und Kyrkawica in Jaworzynka und mündet in die Olsa. Er hat den Charakter eines Gebirgsflusses. Der Bystry Potok ist einer der wenigen Flüsse der Beskiden, und der polnischen Karpaten insgesamt, die nicht nach Osten über die Weichsel, sondern nach Westen über die Oder in die Ostsee entwässern. Entlang des Flusses verläuft die polnisch-tschechische Grenze.